# Grüningen-Landau

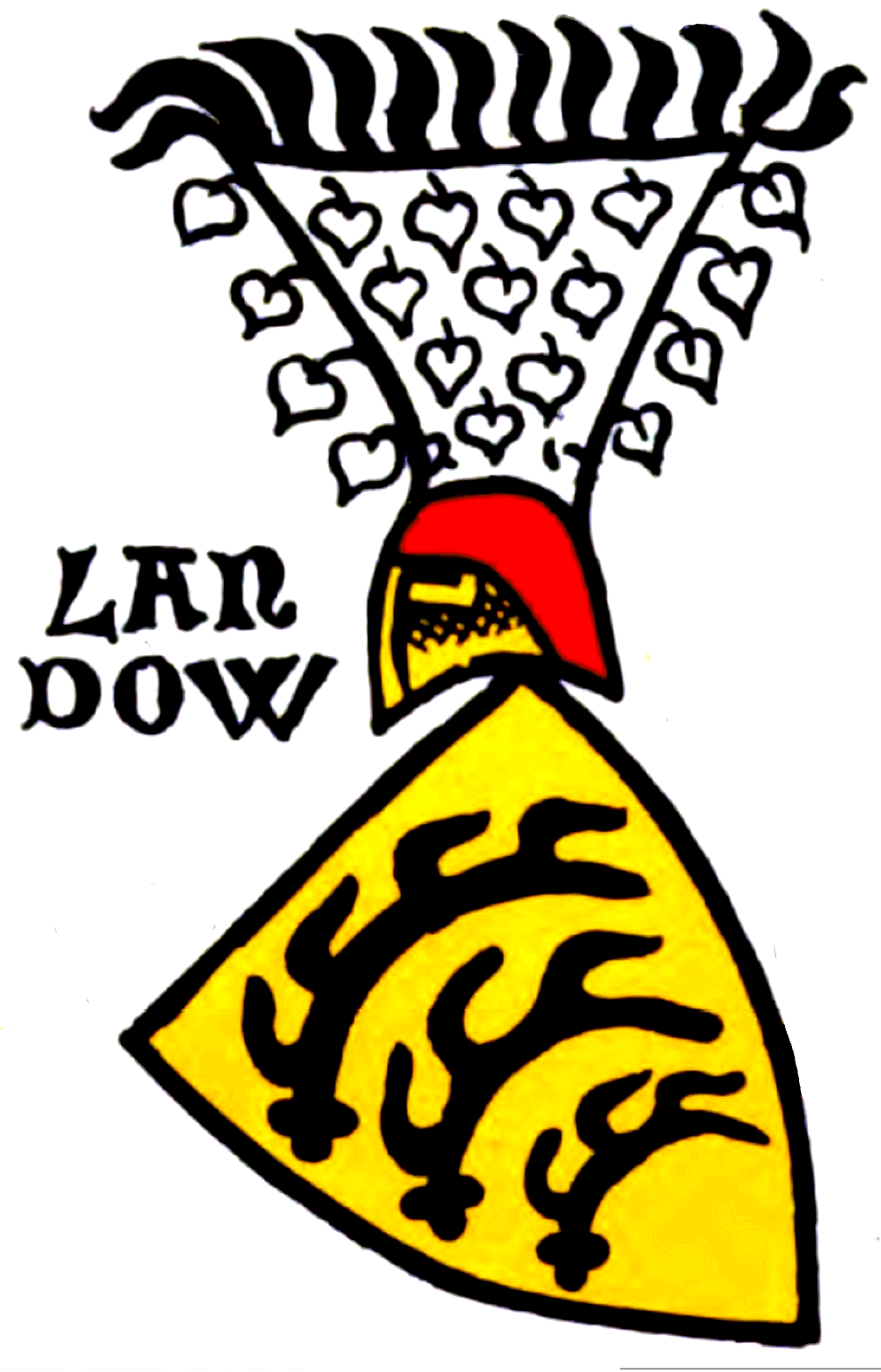
Wappen der Grafen von Grüningen-Landau aus der Zürcher Wappenrolle, ca. 1340

Die Grafen von Grüningen-Landau, zunächst Grüningen, dann nur noch Grafen von Landau, zuletzt nur noch Herren von Landau, waren ein Zweig der Grafen von Württemberg. Wegen ihrer Bedeutung in der Genealogie des Hauses Württemberg überwiegt in der Literatur die Bezeichnung Grüningen-Landau. Die Entwicklung der Dynastie zeigt, dass die Zugehörigkeit zum Dynastenadel nicht zwangsläufig zur Ausbildung einer Landesherrschaft führen musste, sondern auch in der Bedeutungslosigkeit enden konnte. Eine Linie der Herren von Landau war im 16. und 17. Jahrhundert auch in Niederösterreich ansässig. Die Familie ist dort 1690 ausgestorben.

## Geschichte

### Aufstieg

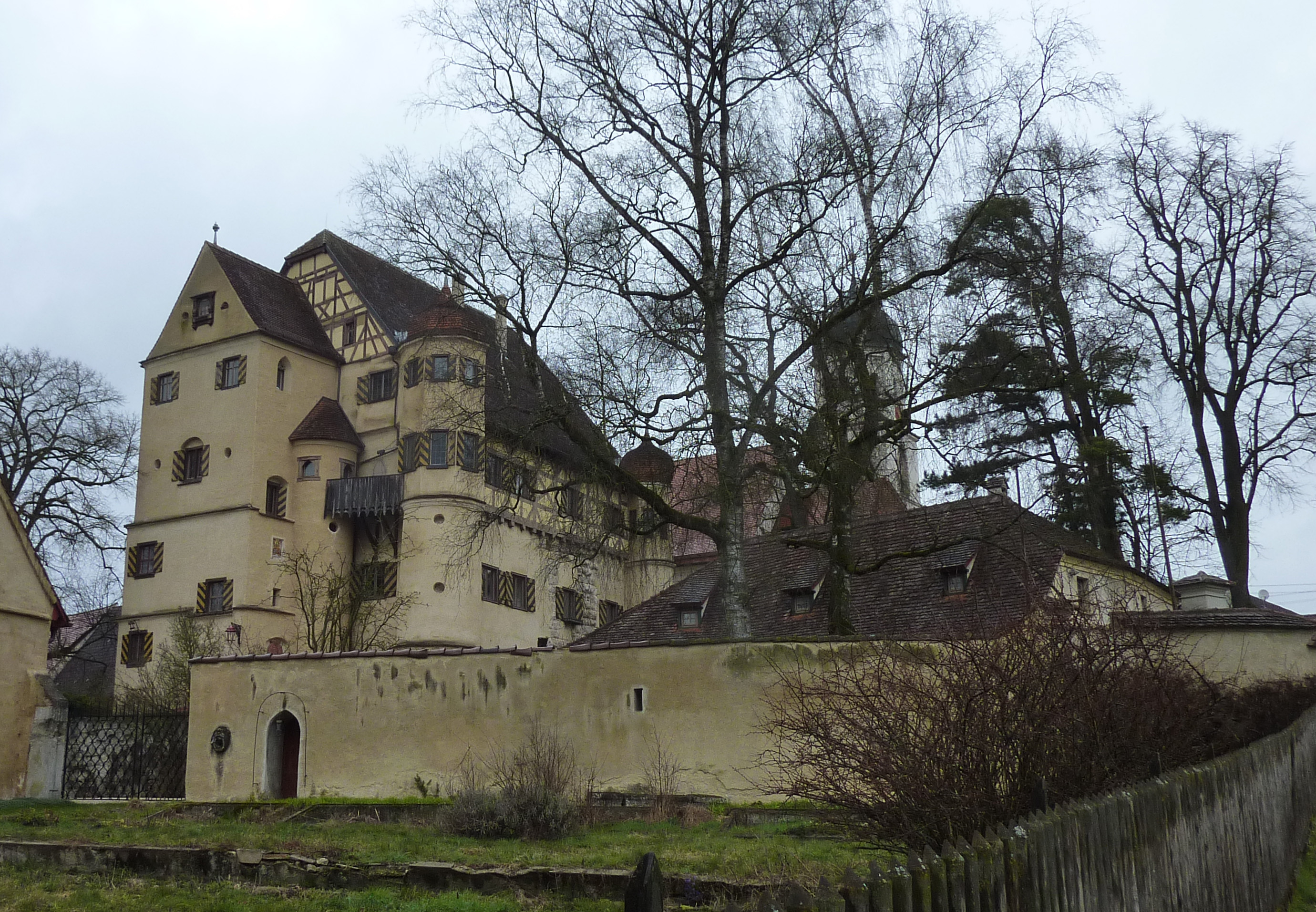
Oberes Schloss in Riedlingen-Grüningen an der Stelle der früheren Stammburg

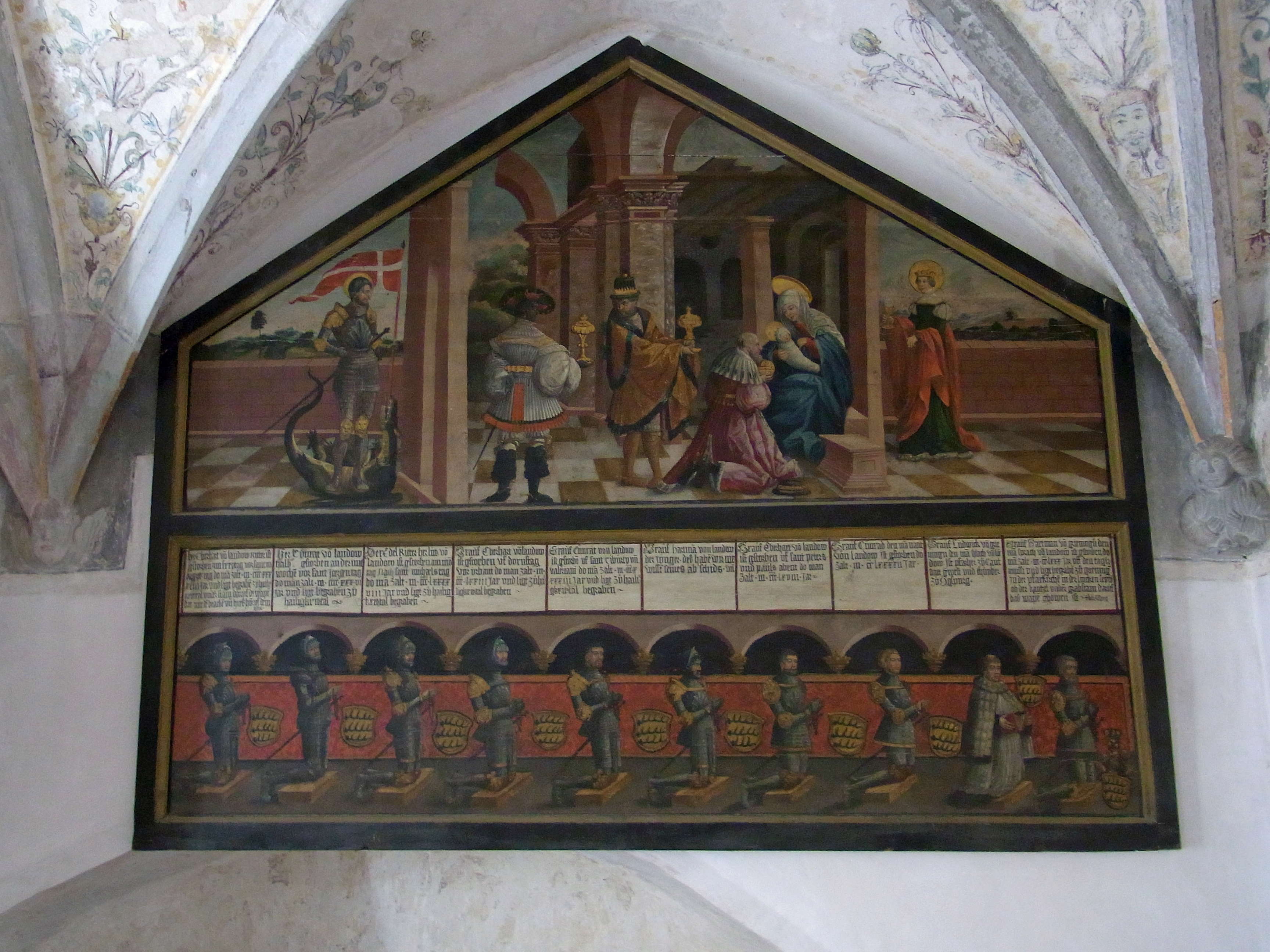
Epitaph der Grafen und Herren von Landau im Kreuzgang des Klosters Heiligkreuztal

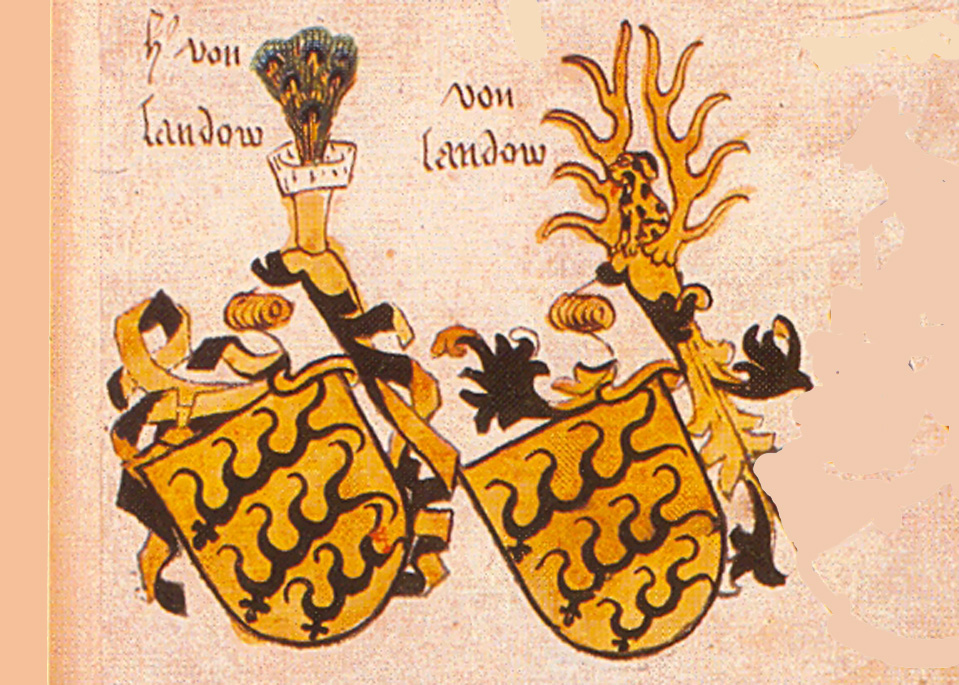
Wappen der Herren von Landau
Ingeram-Codex, 1459

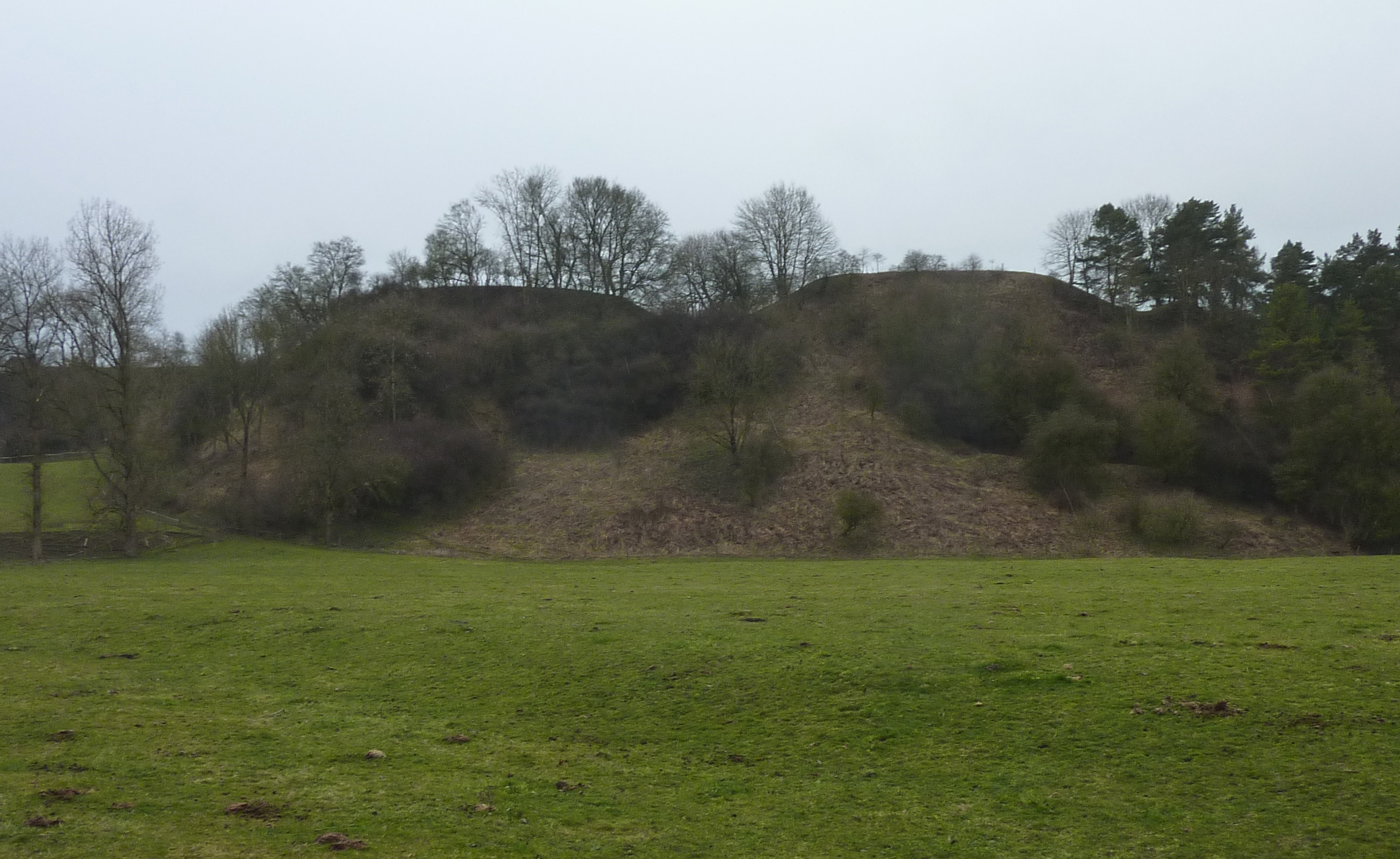
Burghügel der abgegangenen Burg Landau an der Donau

In der Anfangszeit des Hauses Württemberg war dessen Politik stärker auf den Herrschaftsausbau in Oberschwaben und im Allgäu beschränkt. Ludwig von Württemberg (* um 1137; † 1181) war verheiratet mit einer Gräfin von Kirchberg. Dies wurde durch die Heirat seines Sohnes Hartmann (* um 1160; † um 1240) mit einer Gräfin von Veringen fortgesetzt. Hartmann stattete seinen Sohn Konrad mit dem, aus dem veringischen Erbe stammenden Besitz um Grüningen, das heute zu Riedlingen gehört, aus. Konrad nannte sich noch abwechselnd nach Württemberg oder Grüningen. Erst sein Sohn Hartmann I. (erstmals genannt 1237; † 1280) nannte sich ausschließlich nach Grüningen.
Bereits ab 1256 ist zu erkennen, dass sich Hartmann I. am Steilrand des Donautals die Burg Landau errichtete. In Urkunden ist seit 1267 ein Kaplan auf Landau bezeugt; 1269 ein Keller, ein Notar und ein Amtmann. Seit 1269 titulierte auch ein Graf Hartmann erstmals nach Landau. Nach 1274 ist zu beobachten, dass sich die Nachkommen immer mehr nach Landau benennen, in ihren Siegeln aber noch Bezug auf Grüningen nehmen.
Die Staufer hatten zuletzt unter Kaiser Friedrich II. durch Käufe im Allgäu die territorialen Ambitionen der Württemberger im Allgäu stark eingeschränkt. Nach dem Legitimationsverlust der Staufer stellten sich die Vettern Ulrich von Württemberg und Hartmann I. von Grüningen auf die Seite des Papstes und des Gegenkönigs Heinrich Raspe. Für die Zusage von 7000 Mark Silber und je der Hälfte des Herzogtums Schwaben verließen sie das Heer Konrads IV. und ermöglichten so den Sieg Heinrich Raspes am 5. August 1246 vor Frankfurt in der Schlacht an der Nidda.
Auf den Hoftagen von 1246 und 1252 wurden Ulrich und Hartmann umfangreiche Reichslehen und -pfandschaften zugesprochen. Sie erhielten zusätzliche Klostervogteien und bemächtigten sich staufischen Eigengutes. Hartmann von Grüningen erhielt 1252 von König Wilhelm Stadt und Burg Markgröningen. Wegen der mittelalterlichen Schreibweise von Markgröningen – Grüningen, wird in der älteren Literatur – fälschlich – der Titel der Grafen von Grüningen auf Markgröningen bezogen.
Zunächst arbeiteten die beiden Familien Württemberg und Grüningen noch zusammen. Als Ulrich I. 1265 starb, übernahm Hartmann von Grüningen die Vormundschaft für dessen unmündige Söhne Ulrich II. und Eberhard I.
Nach der Wahl Rudolfs von Habsburg im Jahr 1273 änderte sich das. Rudolf betrieb eine Revindikationspolitik, mit der er Albrecht von Hohenberg beauftragte. Ulrich II. von Württemberg, zwischenzeitlich volljährig arrangierte sich, Hartmann von Grüningen suchte den militärischen Widerstand. Er starb 1280 in Gefangenschaft auf dem Hohenasperg.
Hartmanns Sohn Eberhard I. versuchte, durch eine Ehe mit Richenza von Calw-Löwenstein nochmals Positionen im Unterland aufzubauen, aber bis 1300 gingen alle Besitzungen hier verloren. Aber auch in Oberschwaben musste Besitz aufgegeben werden. 1281 wurde Burg und Grafschaft Balzheim verkauft. Im Jahr 1323 musste gar die Burg Landau verkauft werden. Der Niedergang des Geschlechts manifestierte sich auch im Heiratsverhalten der Landauer. Graf Eberhard III. († nach 1372) heiratete in zweiter Ehe nicht mehr standesgemäß. Sein Sohn aus erster Ehe Konrad wurde noch als Graf tituliert, seine weiteren Söhne, Lutz und Eberhard IV. führten diesen Titel nicht mehr.

### Schwäbische Condottiere
Diese drei Söhne verfolgten ein Existenzsicherungskonzept, welches damals bei schwäbischen Adelsfamilien, die sich in ähnlichen wirtschaftlichen Schwierigkeiten befanden, nicht unüblich war: Sie verdingten sich als Condottieri in Italien.
Konrad von Landau war möglicherweise seit 1338, ganz sicher aber seit 1349 in der Magna Societas, einer Gesellschaft deutscher Söldner. Mit den in Italien verdienten Geldern war es den Grafen von Landau möglich, ihre Stammburg bereits 1356 wieder zurückzukaufen. Konrad von Landau fiel Anfang 1363 im Dienst der Visconti.
Graf Eberhard IV., in Italien nannte er sich noch Graf, tauchte ab 1371 in Italien auf. Nachdem er noch 1381 im Sold von Florenz und 1382 von Perugia stand, brechen danach die Quellen über ihn ab. Ob er, wie sein Bruder Konrad, den Schlachtentod fand, ist nicht bekannt.
Ludwig von Landau (Lutz) war zunächst ab 1369/70 im Dienst der Stadt Florenz. 1372 führte er für den Papst und Florenz 1200 Lanzen ins Feld. Dann trat er zu den Visconti in Mailänder Dienste. 1376 heiratete er eine der unehelichen Tochter von Bernabò Visconti. Da Bernabò Visconti viele seiner unehelichen Töchter an Condottiere, seine ehelichen Töchter aber in regierende europäische Familien vermählte, war er auch Schwager Graf Eberhards des Milden von Württemberg. 1377 kämpfte er zusammen mit John Hawkwood vor Gubbio, 1379 kämpfte er mit seinem Bruder Eberhard und Hawkwood als Kapitän im Dienst von Florenz, Siena und anderen Städten.

### Niedergang
Zwischen 1379 und 1383 hielt sich Lutz von Landau am Hof König Wenzels in Prag auf.
1379 erwarb er die Pfandschaft über Blaubeuren musste sich aber 1390 in einer Fehde mit der Stadt Ulm um dieses Pfand streiten. 1385 wurde er aus nicht mehr zu ermittelnden Gründen von Bologna zum Verräter erklärt, 1386 geriet er in den Verdacht der Bestechlichkeit. Er beendete seine Karriere im Dienst der della Scala in Verona. Er kehrte in die Heimat zurück und starb 1398. Begraben wurde er im Kloster Heiligkreuztal.
Die Söhne Lutz’ von Landau, Eberhard V. und Konrad V. gehörten nur noch dem Niederadel an und bezeichneten sich nur noch als Ritter und Halbritter. Im Jahr 1437 wurden Burg und Herrschaft Landau endgültig verkauft.

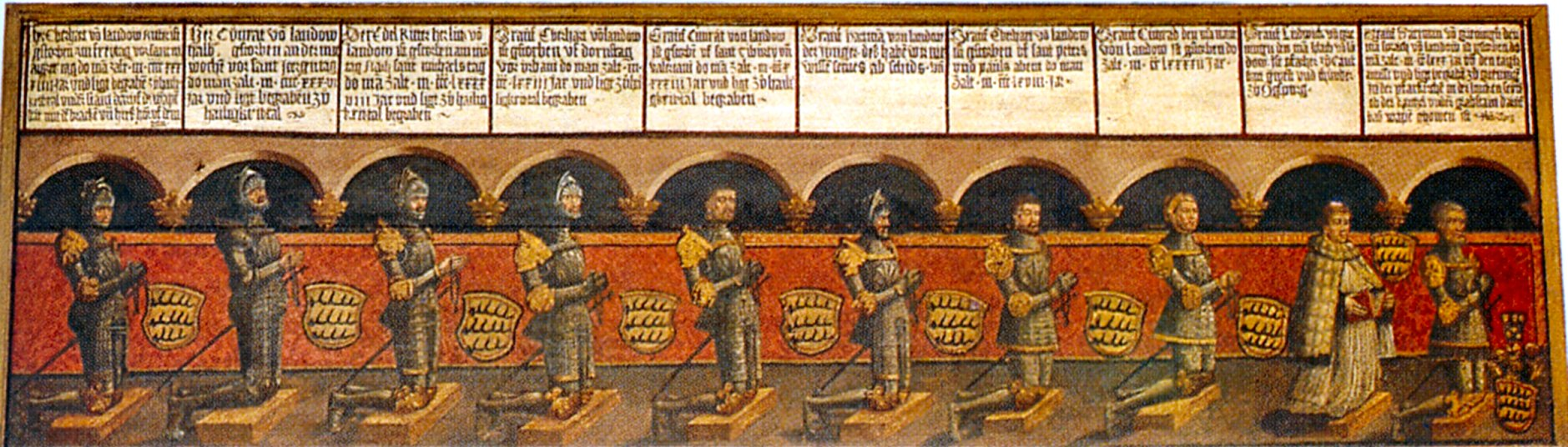
Epitaph der Grafen von Grüningen-Landau, Kreuzgang des Klosters Heiligkreuztal

### Linie in Niederösterreich
In Niederösterreich tauchten ab 1560 einige Grafen resp. Freiherren von Landau auf, die u. a. in Süßenbrunn, Deutsch Wagram sowie auf Rappottenstein ansässig waren. 1664 verkaufte Georg Wilhelm von Landau Rappottenstein an Reichsgrafen Ernst Abensperg und Traun, dessen Nachkommen den Besitz bis dato in ihrer Familie halten. Die Familie nimmt den reformierten Glauben an und wird dafür von den Habsburgern des Landes verwiesen. 1690 scheint die Familie Landau ausgestorben zu sein und Johann Rudolph von Hackelberg und Landau übernimmt als deren Erbe das Gut Rottenbach, deren Geschlechtsnamen sowie das Wappen, welches 1708 von Kaiser Joseph I. dem ganzen Geschlecht der Hackelberg bewilligt wurde.